# 富宁栎
富宁栎（学名：Quercus setulosa）为壳斗科栎属的植物。分布于越南、泰国以及中国大陆的广西、贵州、广东、云南等地，生长于海拔1,300米的地区，多生长于山坡或山顶森林中，目前尚未由人工引种栽培。

## 别名
芒齿山栎（中国高等植物图鉴）

## 异名
- Quercus sinii Chun